# There's a Place

De B-kant van de Amerikaanse single Twist and Shout

There's a Place is een lied van het debuutalbum Please Please Me uit 1963 van de Britse popgroep The Beatles. Het lied is geschreven door John Lennon en Paul McCartney. In de Verenigde Staten werd het lied ook uitgebracht als B-kant van een single met Twist and Shout op de A-kant.

## Achtergrond
There's a Place werd door Lennon en McCartney geschreven in het ouderlijk huis van McCartney aan Forthlin Road in Liverpool. De tekst van het nummer is lichtelijk gebaseerd op het lied Somewhere uit de Amerikaanse musical West Side Story. McCartney bezat een exemplaar van de soundtrack van deze musical. Waar hun eerdere nummers vooral liefdesliedjes waren, is There's a Place een poging van Lennon en McCartney om een meer introspectief lied te schrijven Het woord 'place' in de titel verwijst dan ook naar de geest ('mind') van de schrijver, waar er geen verdriet en zorgen zijn.

## Opnamen
There's a Place werd op 11 februari 1963 opgenomen in de Abbey Road Studios in Londen. Tijdens deze sessie werden de meeste nummers voor het eerste album van The Beatles opgenomen. Het nummer werd in 10 takes opgenomen. Later werd door John Lennon een mondharmonica-partij aan het nummer toegevoegd. Lennon en McCartney zongen beiden de liedtekst. Lennon zong de lage melodielijn, terwijl McCartney de hoge zong.

## Credits
- John Lennon - zang, gitaar, mondharmonica
- Paul McCartney - zang, basgitaar
- George Harrison - achtergrondzang, leadgitaar
- Ringo Starr - drums